# Niccolò da Osimo
Niccolò da Osimo (Osimo, c. 1375 – Roma, 1453) foi um frade franciscano, teólogo e escritor italiano, nomeado Custódio da Terra Santa em 1438.

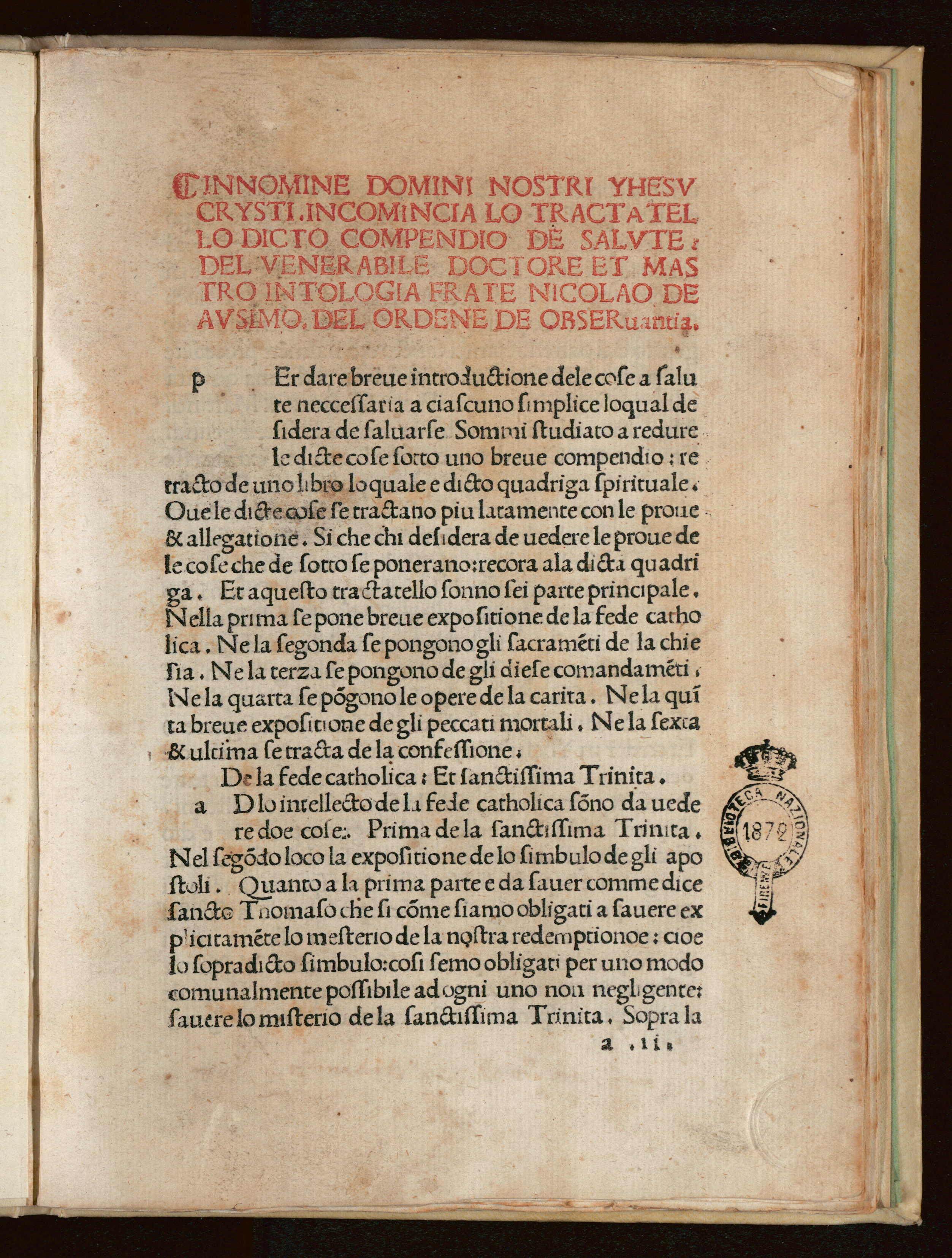
Compendio de salute

## Obras
- Quadriga spirituale (em italiano). Bologna: Baldassarre Azzoguidi. 1475
- Compendio de salute (em italiano). Tuscolano: Gabriele di Pietro. 1479
- Supplementum Summae Pisanellae (em latim). Venezia: Leonhard Wild. 1479
- Giardino de oratione (em italiano). Venezia: Bernardino Benali. 1494